# Le Moine et le Démon
Pour plus de détails, voir Fiche technique et Distribution.
Le Moine et le Démon (russe : Монах и бес, Monakh i bes) est un film russe réalisé par Nikolaï Dostal et sorti en 2016.
Le film est à la croisée de plusieurs genres : il s'agit d'une tragicomédie fantastico-religieuse avec des éléments de mysticisme dans l'esprit des œuvres de Nicolas Gogol et de Nikolaï Leskov.

## Synopsis
L'intrigue se déroule dans l'Empire russe sous le règne de Nicolas Ier. Dans un monastère, un nouvel habitant suspect, Ivan, le fils de Semionov, accomplit des miracles. L'higoumène du monastère se méfie d'Ivan, doutant de la nature divine de ses capacités. L'empereur lui-même vient pourtant voir le merveilleux moine.
Au cours du récit, le spectateur apprend qu'Ivan est tenté par un démon appelé Leguion, qui accomplit effectivement des miracles. Ivan prétend qu'il est prêt à « adorer » Leguion et à lui donner son âme s'il l'emmène en Terre sainte. Leguion accepte à contrecœur (selon lui, les démons ne sont pas censés se trouver dans la ville sainte et ne peuvent guère être tolérés) et emmène Ivan à Jérusalem par avion.
Ivan constate que sur le marché de la ville, on vend activement des statuettes du Christ, des souvenirs que l'on fait passer pour de vraies reliques : on vend des clous et des planches « de la Croix du Seigneur », des couronnes d'épines et d'autres contrefaçons. Furieux, Ivan renverse les étals, essayant de « chasser les marchands du temple », comme l'a fait le Sauveur. Mais il est brutalement battu et seule la magie noire de Leguion le guérit et lui sauve la vie.
Ivan va vénérer le Saint-Sépulcre et attire de force Leguion avec lui. Après cela, le démon s'humanise, perd son pouvoir magique et est presque tué. Ensemble, ils retournent en Russie par mer et par terre. Chez eux, ils sont pris pour des vagabonds, cruellement fouettés et jetés en prison, où Ivan meurt de ses blessures. Son âme monte au ciel.
Leguion, ayant enfin cru et étant devenu un homme, vient au monastère même où l'histoire a commencé pour devenir un autre novice. L'higoumène l'accepte et le nouveau moine prend la place d'Ivan.

## Fiche technique
- Titre français : Le Moine et le Démon[2]
- Titre original russe : Монах и бес, Monakh i bes[3]
- Réalisation : Nikolaï Dostal
- Scénario : Iouri Arabov
- Photographie : Levan Kapanadze
- Musique : Alexandre Sokolov
- Production : Igor Tolstounov, Sergueï Kozlov, Nikolaï Dostal
- Sociétés de production : Profit
- Pays de production :  Russie
- Langues originales : russe
- Format : Couleurs
- Genre : Tragicomédie fantastique
- Durée : 113 minutes
- Dates de sortie :
  - Russie : 8 septembre 2016 (Festival international du film de Moscou) ; 30 juillet 2009 (sortie nationale)

## Distribution
- Timofeï Tribountsev (ru) — Ivan
- Boris Kamorzine — l'higoumène
- Gueorgui Fetissov — Leguion, le démon
- Nikita Tarassov (ru) — l'empereur Nicolas Ier
- Sergueï Barkovski (ru) — Alexandre von Benckendorff
- Mikhaïl Milkis — Andreï, l'adjudant de l'empereur
- Roman Madianov — l'archevèque
- Tomas Motskous — le scribe du monastère
- Mikhaïl Krylov (ru) — un moine

## Production
L'idée du film est venue au réalisateur après avoir lu un livre sur les moines du désert de Saint-Nil-Sorski au XIXe siècle (en particulier les mémoires du moine en soutane Ivan Semionovitch Chapotchnikov) et la vie du moine Jean de Novgorod (ru) au XIIe siècle, qui, selon la légende, a fait un pèlerinage à Jérusalem chevauchant un démon,. Il s'est avéré après le tournage qu'une intrigue semblable se trouve également dans le poème Le Moine d'Alexandre Pouchkine.